# Małgorzata Bieńkowska (socjolożka)
Małgorzata Anna Bieńkowska (ur. 28 lutego 1971 w Bydgoszczy) – polska socjolożka, doktor habilitowana nauk społecznych, adiunkt w Instytucie Socjologii i Kognitywistyki Uniwersytetu w Białymstoku, coach, trenerka umiejętności społecznych. Zajmuje się następującymi zagadnieniami badawczymi: transstudia (szczególnie z akcentem na sytuację osób transseksualnych w Polsce), gender studies, queer studies, teorie socjologiczne, socjologia wielokulturowości, antropologia sieci.

## Życiorys
W latach 1992–1997 studiowała socjologię na Uniwersytecie Mikołaja Kopernika w Toruniu. W latach 1995–1997 pracowała w Fundacji Kultury (Warszawa/Toruń) – sekretarz konkursu „Małe ojczyzny – tradycja dla przyszłości”. W 2002 na Uniwersytecie Mikołaja Kopernika w Toruniu obroniła rozprawę doktorską z zakresu socjologii wielokulturowości (promotor: prof. dr hab. Andrzej Sadowski, recenzenci: prof. dr hab. Janusz Mucha, prof. dr hab. Grzegorz Babiński). W 2014 w Instytucie Stosowanych Nauk Społecznych Uniwersytetu Warszawskiego uzyskała stopień doktora habilitowanego na podstawie dorobku naukowego oraz rozprawy pt. Transseksualizm w Polsce. Wymiar indywidualny i społeczny przekraczania binarnego systemu płci.
W 2000 była stypendystką Międzynarodowej Szkoły Humanistycznej. W latach 2005–2012 pełniła funkcję prodziekana ds. studenckich Wydziału Historyczno-Socjologicznego Uniwersytetu w Białymstoku. W latach 2005–2007 była koordynatorem na Polskę projektu INTAS – projekt badawczy „LOCLAB – A dynamics and social impacts of the labour markets on local communities in Eastern European accelerated by the EU-Integration” – projekt nr INTAS-04-79-6799.
Jest członkiem Polskiego Towarzystwa Socjologicznego oraz Białostockiego Ośrodka Badań i Inicjatyw Społecznych (BOBiS). Członek rady redakcyjnej pisma naukowego „Pogranicze. Studia Społeczne”.

## Ważniejsze publikacje naukowe
- (2006) Obywatelstwo i tożsamość (red. Małgorzata Bieńkowska-Ptasznik, Kazimierz Krzysztofek, Andrzej Sadowski). Białystok: IS UwB, Wydawnictwo UwB.
- (2007) Polacy-Litwini-Białorusini. Przemiany stosunków etnicznych na wschodnim pograniczu Polski. Białystok: IS UwB, Wydawnictwo UwB.
- (2008) Teatr płci: eseje z socjologii gender (red. nauk. wraz z Jacek Kochanowski), Łódź: Wydawnictwo "Wschód-Zachód".
- (2010) Meandry płci – transseksualizm: w: Queer studies – podręcznik kursu. red. Jacek Kochanowski, Marta Abramowicz, Robert Biedroń. Warszawa: KPH.
- (2010) Od wielokulturowości do postkolonializmu – czy etniczność ma płeć?, w: Pogranicze. Studia Społeczne, tom 16.
- (2010) Transseksualne doświadczenie ciała, w: Corpus Delicji – rozkosze ciała (red. Ewa Banaszak, Paweł Czajkowski). Warszawa: Difin.
- (2011) Gender i wielokulturowość w: Pogranicze. Studia Społeczne, tom 18.
- (2011) Dylematy badacza – wybrane niuanse z badań nad transseksualizmem, w: Kalejdoskop genderowy (red. Krystyna Slany, Beata Kowalska, Magdalena Ślusarczyk. Kraków: UJ.
- (2011) Wpływ Internetu na afirmację tożsamości płci u osób transseksualnych, w: Tożsamość i komunikacja (red. Leon Dyczewski, Dariusz Wadowski) Lublin: KUL.
- (2012) Transseksualizm w Polsce. Wymiar indywidualny i społeczny przekraczania binarnego systemu płci. Białystok: IS UwB, Wydawnictwo UwB.